# Susanne Hennig-Wellsow
Susanne Hennig-Wellsow (née Hennig le 13 octobre 1977 à Demmin en RDA) est une femme politique allemande (PDS / Die Linke). 
De 2004 à 2021, elle est députée au parlement de Thuringe. 
De 2013 à 2021, elle a été présidente à l'échelle fédérale du parti Die Linke (La Gauche) de Thuringe et de 2014 à 2021 également présidente du groupe parlementaire au parlement de l'État de Thuringe.
Entre le 27 février 2021 et le 20 avril 2022, elle est coprésidente élue du parti Die Linke, avec Janine Wissler.

## Biographie
Le père de Susanne Hennig travaillait comme chauffeur de camion et a suivi une formation de criminaliste dans la police populaire de la RDA. Sa mère a travaillé comme employée de bureau à l'époque de la RDA et a travaillé au ministère de l'Intérieur de Thuringe à partir du milieu des années 1990. Hennig a passé son baccalauréat en 1996 au lycée sportif d'Erfurt. De 1984 à 1999, elle est athlète de haut niveau en patinage de vitesse. En 1996, Hennig a commencé à étudier les sciences de l'éducation à l'université d'Erfurt, études qu'elle a terminées en 2001, sortant avec un diplôme de pédagogue. Par la suite, elle a travaillé pour le groupe parlementaire PDS au parlement de l'État de Thuringe de 2001 à 2004 en tant qu'assistante de recherche pour l'éducation et les médias. Hennig-Wellsow est mariée et mère d'un enfant (né en 2014). En 2021, elle déménage d'Erfurt à Potsdam.

## Politique
Susanne Hennig-Wellsow a été membre du Parti du socialisme démocratique (PDS) et après la reconfiguration du parti en Die Linke, elle a été, entre 2007 à 2012, membre du conseil municipal du parti à Erfurt. Au niveau municipal, elle a été membre du conseil municipal d'Erfurt entre 2004 et 2012. Elle y était principalement responsable de la politique pour la jeunesse. En 2002 déjà, elle était membre du comité de protection de la jeunesse de la ville d'Erfurt.
Au moment de son entrée au conseil municipal, à l'âge de 26 ans, elle était l'élue la plus jeune du parlement de l'état de Thuringe. Son élection fut possible grâce au « ticket jeunesse » du PDS. En tant qu'élue, elle fut porte-parole pour la formation et les questions étudiantes dans le groupe parlementaire de Die Linke jusqu'en 2012. Elle a été membre de la commission parlementaire sur l'éducation, et membre suppléante dans les commissions parlementaires sur le développement scientifique et l'économie. De 2012 à 2014, elle a été la porte-parole pour la politique éducative de son groupe parlementaire. Avec son collègue du groupe parlementaire Matthias Bärwolff, elle a inauguré en octobre 2004 au centre-ville d'Erfurt le bureau de circonscription RedRoXX (nommé en référence à la militante de gauche Rosa Luxemburg). Il est destiné aux jeunes engagé.e.s dans la politique régionale. Il sert de point de contact pour la scène alternative de gauche dans la région d'Erfurt.
En novembre 2006, Hennig-Wellsow, alors secrétaire au sein du parlement, a été sanctionnée par la présidente de l'assemblée parlementaire pour avoir prononcé, lors d'une manifestation étudiante, un plaidoyer en faveur de « rapports français » . Elle a dans la foulée été exclue d'une réunion du Parlement. Le différend juridique a été porté devant la Cour constitutionnelle de Thuringe s'est terminé par un règlement à l'amiable.

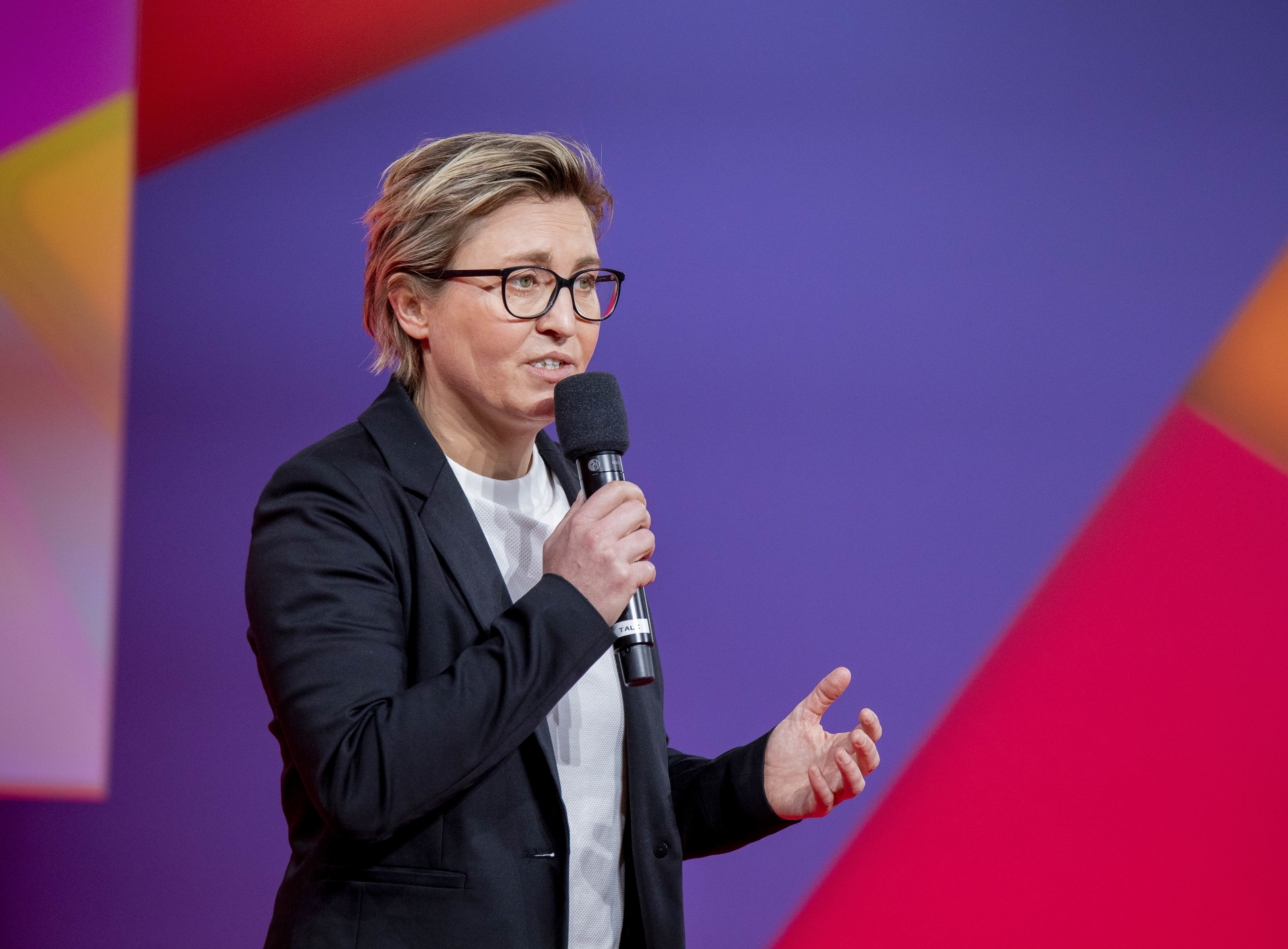
Susanne Hennig-Wellsow lors de son discours pour l'élection à la présidence du parti (2021)

Lors des élections en Thuringe en 2009, elle a rejoint le parlement de l'État de Thuringe en tant que candidate principale à la circonscription d'Erfurt II. En 2011, elle a été élue vice-présidente du parti Die Linke Thuringe. En novembre 2013, elle a été élue au premier tour nouvelle représentante du parti Die Linke pour l'État de Thuringe, avec 76 voix reportées sur 134. Lors des élections régionales de 2014 et 2019, elle a pu défendre son mandat direct. Après que Bodo Ramelow a été élu Premier ministre de Thuringe, elle a été élue le 10 décembre 2014 présidente du groupe parlementaire de la gauche au parlement de l'état de Thuringe. Le 15 novembre 2015, son mandat a été confirmé à Gotha lors de l'élection à la présidence du groupe parlementaire, qu'elle remporte avec 75,4 % des voix contre 17,2 % pour son concurrent Frank Lange. La validation de sa candidature par les urnes a soulevé des controverses en raison du cumul inhabituel des fonctions et de la présidence de groupe parlementaire et de présidence de la section locale son parti.
Hennig-Wellsow a atteint une renommée nationale le 5 février 2020 pendant la crise qui a secoué le gouvernement de Thuringe à la suite l'élection de Thomas Kemmerich au poste de Ministre-président. En tant que présidente du plus important groupe parlementaire, elle avait le droit d'être la première à féliciter. Or elle a non seulement refusé à Kemmerich la poignée de main habituelle, mais elle a également jeté à ses pieds le bouquet de fleurs qu'elle devait lui remettre.
Les points forts de Hennig-Wellsow portent sur la politique d'éducation et de formation, des petites classes à l'université, sur le domaine de l'anti-fascime, de l'éducation civique et politique, et la promotion des jeunes talents. En 2007, elle a été la première signataire de l'appel Pour une gauche anticapitaliste (AKL), une des structures du parti « Die Linke » qui a ensuite été classée comme 'extrémiste de gauche' par l'Office fédéral de protection de la constitution en 2016. Dans une émission diffusée par la radio publique allemande Deutschlandfunk, elle a déclaré qu'en raison du développement de l'AKL, elle avait décidé de ne pas continuer à y être active.Elle a également soutenu des mouvements sociaux extra-parlementaires, dont le Forum social en Allemagne 2005 à Erfurt, et a pris part aux manifestations contre le sommet du G8 à Heiligendamm en 2007.
En février 2021, lors du Congrès du Parti de gauche Die Linke, qui s'est tenu en ligne en raison de la pandémie de coronavirus, Hennig-Wellsow s'est présenté à la présidence fédérale de la gauche avec Janine Wissler. Les deux candidates représentaient les deux courants les plus importants du parti: Wissler, le plus radical et Hennig-Wellsow, le plus modéré. En février 2021, toutes deux ont été élues par les délégué.e.s du parti, avec une nette majorité. Au début du mois de mars, Hennig-Wellsow a d'abord quitté la présidence du parti d'État, puis la présidence du groupe parlementaire en Thuringe. Hennig-Wellsow avait déjà annoncé en février 2021 qu'elle se présenterait aux élections fédérales de 2021 et de se consacrer désormais à la politique fédérale au niveau parlementaire.
À l'approche du congrès du parti de 2021, Hennig-Wellsow a fait campagne pour que la gauche participe au gouvernement et pour une « approche radicale et pragmatique », qui est controversée au sein de la gauche.
Dans une interview pour Jung & Naiv le 4 mars 2021, Hennig-Wellsow a été incapable de citer le nombre de missions en cours de l'armée fédérale (Bundeswehr) - missions auxquelles elle souhaiterait mettre fin - et a été alors vivement critiquée par un de ses collègues, Alexander Neu. Selon lui, la position de Wellsow est « [trop] dangereuse » notamment en l'absence d'une définition claire de l'expression « mission de combat ». Hennig-Wellsow s'est défendue en disant que n'importe qui pouvait rechercher sur Google ce nombre qui de toutes façons, selon elle, devrait être « zéro ». Elle a également été critiquée pour un Entretien avec Markus Lanz, diffusé le 31 mars 2021, dans lequel elle a eu du mal à expliquer la politique fiscale de son parti.
En plus de son travail parlementaire, Hennig-Wellsow est membre du Syndicat pour l'Éducation et la Science, de l'association Perspektiven e. V. à Erfurt et de L'alternative 54 e.V. De 2001 à 2012, elle a été entraîneur de sports populaires dans la section patinage de vitesse du Club de Patinage d'Erfurt.
Elle annonce sa démission de la tête du parti le 20 avril 2022, après la révélation par Der Spiegel de cas de harcèlement et d’agressions sexuelles au sein de Die Linke, visant notamment l'ancien compagnon de la co-présidente Janine Wissler, laquelle aurait cherché à étouffer le scandale. Susanne Hennig-Wellsow estime pour sa part que « la façon dont les affaires de sexisme est abordée en interne en dit long sur la gravité des manquements du parti ».

## Ouvrages
- Wie antwortet DIE LINKE auf die Ausbildungsmisere ? (Comment DIE LINKE entend répondre à la misère éducative?) Dans: Horst Bethge, Gerrit Große, Nele Hirsch, Ulrike Zerhau (éd. ): Choc PISA: que dit DIE LINKE? VSA-Verlag, Hambourg 2008,  (ISBN 978-3-89965-290-1) .
- Susanne Hennig-Wellsow (éd. ): Mit LINKS regieren ? Wie Rot-Rot-Grün in Thüringen geht. (Gouverner avec La Gauche? Comment fonctionne la coalition rouge-rouge-verte en Thuringe.) VSA-Verlag, Hambourg 2015,  (ISBN 978-3-89965-672-5) .